# Hội chứng sợ thiên đường
Hội chứng sợ thiên đường (Tiếng Anh:Uranophobia) là bệnh mà người bị bệnh sẽ sợ bầu trời và thế giới bên kia. Bệnh có thể xảy ra ở những người sùng đạo sợ ý nghĩ rằng họ sẽ bị phán xét sau khi chết.